# Niphanda onoma
Niphanda onoma är en fjärilsart som beskrevs av Hans Fruhstorfer 1919. Niphanda onoma ingår i släktet Niphanda och familjen juvelvingar. Inga underarter finns listade i Catalogue of Life.